# Doolittleräden
Doolittleräden var ett bombangrepp på Tokyo som vedergällning för Japans attack mot Pearl Harbor under andra världskriget. Det var den första amerikanska hangarfartygsbaserade attacken mot Japan under andra världskriget. Räden ägde rum den 18 april 1942 och bestod av 16 flygplan med fem besättningsmän i varje.

## Genomförande
Uppdraget var unikt i många hänseenden. Det var det enda uppdraget då plan från USAAF skickades iväg av amerikanska flottans Task Force 16-fartyg. Det var det längsta uppdrag som någonsin utförts med B-25 Mitchell bombplan och bevisade att Japan var sårbart för amerikansk vedergällning för japanernas attack mot Pearl Harbor den 7 december 1941, även om de faktiska skadorna var förhållandevis ringa. Det var första gången så stora bombflygplan lyfte från ett fartyg. Flygplanen skulle efter uppdraget landa i Kina, för att klara sträckan var man tvungna att göra sig av med all onödig extra vikt. Extrastolar och till och med mat och vatten dumpades före flygningen. Namnet har den fått efter sin befälhavare Jimmy Doolittle.

## Efterspel
Samtliga 16 flygplan lyckades lämna Japan. De skulle alla landat i Kinas inland, men inget av planen nådde fram till landningsplatsen. Två av planens besättningar greps av japanska ockupationsstyrkor i Kina, där två besättningsmän dog redan vid nödlandning i havet. De internerades och ytterligare fyra dog i fångenskap.
Ett av planen valde att ta sig till Sovjetunionen istället när de märkte att de annars skulle vara tvungna att landa i havet. Sovjetunionen hade ett fredsavtal med Japan och internerade därför besättningen, som senare rapporterade att de behandlats väl. De smugglades också ut till Iran av sovjetiska underrättelsetjänsten, där de anmälde sig på brittiska konsulatet med den officiella berättelsen att de lyckats fly.
En av besättningsmännen dog när han hoppade ur planet i Kina, men alla övriga lyckades med hjälp av kinesiska civilbefolkningen och militären, samt kristna missionärer ta sig till icke-ockuperade områden i Kina och sedan till USA.
Japanska trupper och den japanska militärpolisen Kempeitai mördade tusentals civila kineser i de trakter där de amerikanska flygplanen landade.
Befälhavaren Jimmy Doolittle var övertygad om att förlusten av de sexton flygplanen skulle ses som ett stort misslyckande och förväntade sig att ställas inför krigsrätt. I själva verket hyllades besättningarna som hjältar och Jimmy Doolittle befordrades till general (brigadier general).

## Strategiska konsekvenser
Dolittles räd ledde till japansk ockupation av några öar i Aleuterna 1942, eftersom man på japansk sida trott att räden utgick därifrån. Ockupationen genomfördes som en avledningsmanöver under slaget vid Midway. Efteråt stod det dock klart att den japanska flottan därigenom kom att sakna två av sina sex hangarfartyg under slaget, då dessa istället deltog vid slaget om korallhavet och blev svårt skadade och miste nästan hela sin flygstyrka.